# Andrzej Wilk (oficer)
Andrzej Wilk (ur. 18 marca 1893 w Wiśniowej) – major artylerii Wojska Polskiego, działacz niepodległościowy, kawaler Orderu Virtuti Militari.

## Życiorys
Urodził się we wsi Wiśniowa, w ówczesnym powiecie wielickim Królestwa Galicji i Lodomerii, w rodzinie Jana, rolnika, i Anny z domu Tomera. W 1913 złożył maturę w c. k. Gimnazjum III w Krakowie, a następnie rozpoczął studia na Wydziale Prawa Uniwersytetu Jagiellońskiego.
Po wybuchu I wojny światowej został przyjęty do Legionów Polskich i przydzielony do 5. baterii artylerii na stanowisko celowniczego. 15 grudnia 1915 został mianowany chorążym, a 1 maja 1916 podporucznikiem artylerii.
3 maja 1922 został zweryfikowany w stopniu majora ze starszeństwem z 1 czerwca 1919 i 123. lokatą w korpusie oficerów artylerii. W listopadzie 1925 został przeniesiony z Obozu Szkolnego Artylerii w Toruniu do 8 Pułku Artylerii Polowej w Płocku na stanowisko dowódcy III dywizjonu. W maju 1926 został przeniesiony do kadry oficerów korpusu artylerii z jednoczesnym pozostawieniem w dyspozycji dowódcy Okręgu Korpusu Nr VIII.
W kwietniu 1928 został przeniesiony z Centrum Wyszkolenia Artylerii w Toruniu na stanowisku oficera placu Suwałki. W marcu 1929 został zwolniony z zajmowanego stanowiska i oddany do dyspozycji dowódcy Okręgu Korpusu Nr III, a z dniem 31 sierpnia tego roku przeniesiony w stan spoczynku.
W 1934 jako oficer stanu spoczynku pozostawał w ewidencji Powiatowej Komendy Uzupełnień Kraków Miasto. Posiadał przydział do Oficerskiej Kadry Okręgowej Nr V. Był wówczas „przewidziany do użycia w czasie wojny”. Na emeryturze mieszkał w Krakowie przy ul. Freidleina 3.
Był żonaty, miał syna Zbigniewa (ur. 1921) i córkę Halinę (ur. 1925).

## Ordery i odznaczenia
- Krzyż Srebrny Orderu Wojskowego Virtuti Militari nr 7544 – 17 maja 1922[16][17]
- Krzyż Niepodległości – 19 grudnia 1933 „za pracę w dziele odzyskania niepodległości”[18]
- Krzyż Walecznych czterokrotnie[19]
- Medal Pamiątkowy za Wojnę 1918–1921[1]
- Medal Dziesięciolecia Odzyskanej Niepodległości[1]
- Odznaka „Za wierną służbę”[1]
- Odznaka pamiątkowa „Orlęta”[1]